# Rognaix
Rognaix és un municipi francès situat al departament de la Savoia i a la regió d'Alvèrnia-Roine-Alps. L'any 2007 tenia 423 habitants.

## Demografia

### Població
El 2007 la població de fet de Rognaix era de 423 persones. Hi havia 170 famílies de les quals 40 eren unipersonals (12 homes vivint sols i 28 dones vivint soles), 43 parelles sense fills, 71 parelles amb fills i 16 famílies monoparentals amb fills.
La població ha evolucionat segons el següent gràfic:
Habitants censats

### Habitatges
El 2007 hi havia 225 habitatges, 169 eren l'habitatge principal de la família, 41 eren segones residències i 16 estaven desocupats. 214 eren cases i 5 eren apartaments. Dels 169 habitatges principals, 125 estaven ocupats pels seus propietaris, 42 estaven llogats i ocupats pels llogaters i 1 estava cedit a títol gratuït; 6 tenien dues cambres, 30 en tenien tres, 61 en tenien quatre i 72 en tenien cinc o més. 150 habitatges disposaven pel capbaix d'una plaça de pàrquing. A 75 habitatges hi havia un automòbil i a 76 n'hi havia dos o més.

### Piràmide de població
La piràmide de població per edats i sexe el 2009 era:
| Homes | Edats   | Dones |
| ----- | ------- | ----- |
| 0     | 95 o +  | 0     |
| 0     | 90 a 94 | 8     |
| 0     | 85 a 89 | 0     |
| 4     | 80 a 84 | 4     |
| 4     | 75 a 79 | 12    |
| 0     | 70 a 74 | 12    |
| 8     | 65 a 69 | 8     |
| 20    | 60 a 64 | 4     |
| 12    | 55 a 59 | 20    |
| 8     | 50 a 54 | 12    |
| 24    | 45 a 49 | 8     |
| 12    | 40 a 44 | 20    |
| 12    | 35 a 39 | 16    |
| 20    | 30 a 34 | 4     |
| 4     | 25 a 29 | 8     |
| 4     | 20 a 24 | 12    |
| 16    | 15 a 19 | 8     |
| 20    | 10 a 14 | 4     |
| 8     | 5 a 9   | 0     |
| 16    | 0 a 4   | 12    |

## Economia
El 2007 la població en edat de treballar era de 264 persones, 198 eren actives i 66 eren inactives. De les 198 persones actives 187 estaven ocupades (98 homes i 89 dones) i 11 estaven aturades (2 homes i 9 dones). De les 66 persones inactives 22 estaven jubilades, 18 estaven estudiant i 26 estaven classificades com a «altres inactius».

### Ingressos
El 2009 a Rognaix hi havia 165 unitats fiscals que integraven 433 persones, la mediana anual d'ingressos fiscals per persona era de 16.255 €.

### Activitats econòmiques
Dels 11 establiments que hi havia el 2007, 2 eren d'empreses de fabricació d'altres productes industrials, 4 d'empreses de construcció, 2 d'empreses de comerç i reparació d'automòbils, 2 d'empreses de serveis i 1 d'una entitat de l'administració pública.
Dels 4 establiments de servei als particulars que hi havia el 2009, 2 eren paletes, 1 lampisteria i 1 electricista.

## Equipaments sanitaris i escolars
El 2009 hi havia una escola elemental integrada dins d'un grup escolar amb les comunes properes formant una escola dispersa.

## Poblacions més properes
El següent diagrama mostra les poblacions més properes.